# Polana (góry)
Polana (słow. Poľana; 515.23) – niewielki masyw górski w środkowej Słowacji, część Łańcucha Rudaw Słowackich w Wewnętrznych Karpatach Zachodnich.
Polana graniczy od północy z Górami Bystrzyckimi, od wschodu z Rudawami Weporskimi, od południa i zachodu z Kotliną Zwoleńską. Powierzchnia masywu wynosi około 200 km². Geomorfologicznie dzieli się masyw Polany na dwie części:
- Wysoka Polana (Vysoká Poľana),
- Przedgórze Detviańskie (Detvianske predhorie).

Polana stanowi zerodowany stożek wulkaniczny, zbudowany z andezytów, tufów i tufitów, powstały w kilku fazach w okresie od 12 do 13 mln lat temu. Swojemu pochodzeniu masyw zawdzięcza dość regularny kształt okręgu o średnicy około 20 km oraz charakterystyczny kształt tarczy z jedną kulminacją (Polana – 1458 m n.p.m.) i z rozległym obniżeniem wulkanicznej kaldery pośrodku. Kaldera ta ma ok. 6 km średnicy. Otaczają ją najwyższe wzniesienia tych gór, zbudowane z twardych andezytów i ryolitów. Wysokość tego pierścienia jedynie w dwóch miejscach opada poniżej poziomicy 1000 m n.p.m. Jednym z nich jest przełęcz Príslopy (956 m n.p.m.) w południowo-zachodniej części masywu, powstała na tektonicznym złomie litej poza tym struktury skalnej. Drugim – dolina rzeki Hučava, która rozcięła na zachodzie brzeg dawnego krateru drogą tzw. erozji wstecznej, „uprowadziła” istniejące kiedyś w kalderze jezioro, a obecnie odprowadza na zewnątrz wszystkie wody z wnętrza wulkanu. Efektem tego jest również unikalna w skali kraju sieć źródłowych potoków Hučavy, spływających koncentrycznie spod kulminacji na obrzeżu dawnego krateru. Liczne są wychodnie skał wulkanicznych i zerodowanych potoków lawy.
90% powierzchni gór pokrywają zróżnicowane gatunkowo lasy – dębowe, jodłowe, bukowe i świerkowe (w najwyższych partiach). Towarzyszy im równie bogate życie zwierzęce. Od 1981 przyrodę Polany obejmuje obszar chronionego krajobrazu – Chránená krajinná oblasť Poľana.